# Ville Nieminen

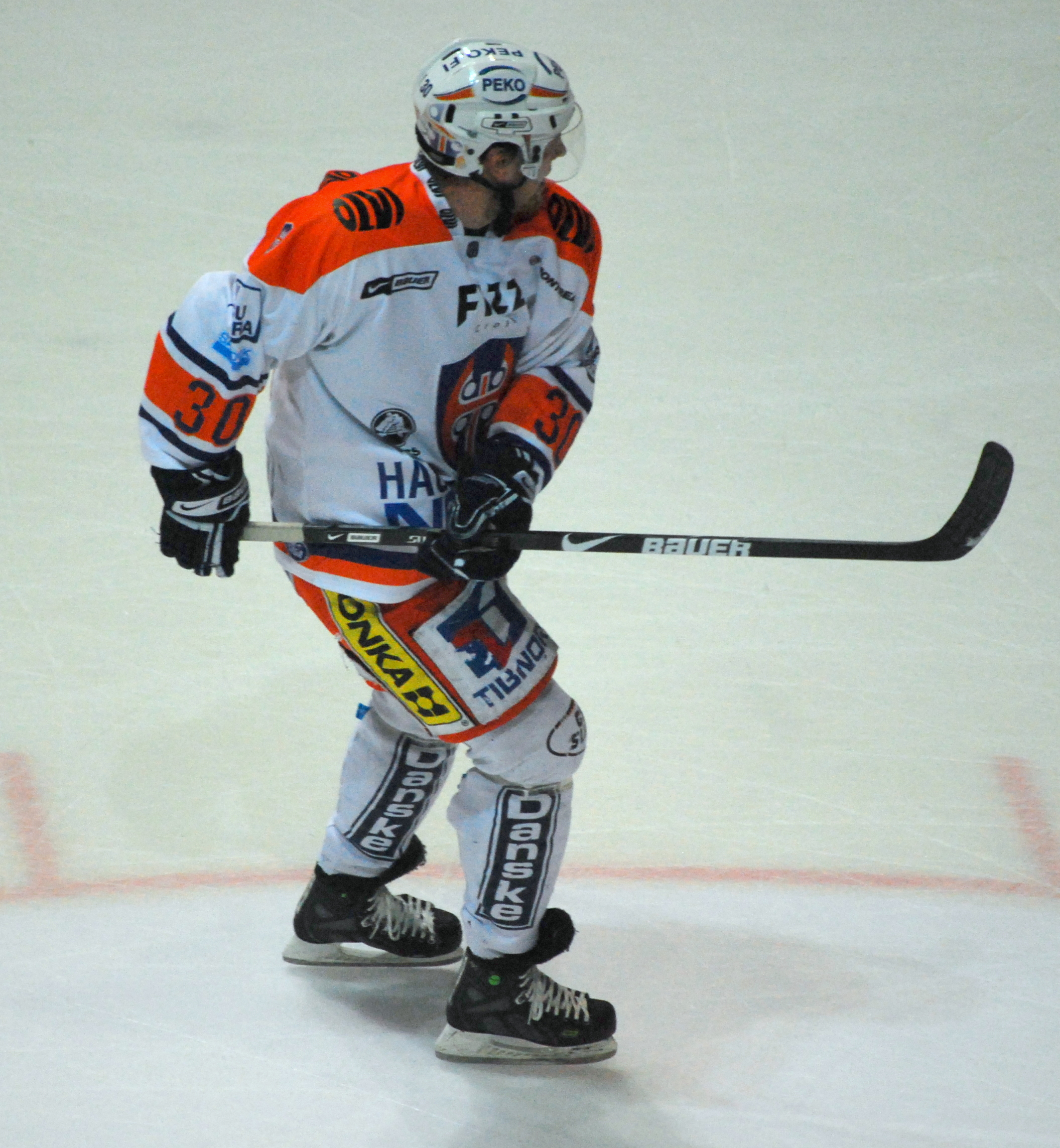
Ville Nieminen (2008).

Ville Nieminen (nacido el 6 de abril de 1977 en Tampere, Finlandia) es un jugador profesional finlandés de hockey sobre hielo que actualmente juega para Tappara de la SM-liiga.
Nieminen también ha jugado en la NHL para el Colorado Avalanche, Pittsburgh Penguins, Chicago Blackhawks, Calgary Flames, New York Rangers, San Jose Sharks y St. Louis Blues. Ganó la Copa Stanley con la Avalancha en la temporada 2000-01 de la NHL. Nieminen también ganó una medalla de plata con el equipo nacional de hockey sobre hielo masculino de Finlandia en los Juegos Olímpicos de Invierno de 2006.
- Datos: Q1111600
- Multimedia: Ville Nieminen / Q1111600